# Rio Băița (Someș)
O Rio Băiţa é um rio da Romênia afluente do rio Someş, localizado no distrito de Maramureş.